# يوشيهيسا اينو
يوشيهيسا اينو هو مراسل ميداني وسياسي ياباني، ولد في 24 يوليو 1947 في مدينة توياما في اليابان. نشط حزبياً في حزب كوميتو الجديد وحزب الآفاق الجديدة. في الانتخابات العامة اليابانية 2017، انتخب عضو مجلس النواب الياباني ‏ عن دائرة Tohoku proportional representation block ‏ وقد انضم خلال فترته النيابية ‏ (22 أكتوبر 2017 – ) للكتلة البرلمانية حزب كوميتو الجديد وانتخب عضو مجلس النواب الياباني ‏ وقد انضم خلال فترته النيابية ‏ للكتلة البرلمانية حزب كوميتو الجديد.

## وصلات خارجية
- الموقع الرسمي